# Inventor dos Amores (canção)
"Inventor dos Amores" é um single do cantor e compositor brasileiro Gusttavo Lima, lançado em 2010 e composto pelo próprio cantor. A canção faz parte de seu segundo álbum, Inventor dos Amores, sendo o primeiro single do álbum, e contou com a participação da dupla Jorge & Mateus. A canção também traz um clipe oficial, que teve mais de 15 milhões de acessos na internet. Também foi interpretada por Gusttavo no DVD Buteco In Boston de 2021.

## Desempenho nas paradas
| Paradas (2010)                       | Melhor Posição |
| ------------------------------------ | -------------- |
| Brasil (Billboard Hot 100 Airplay)   | 13             |
| Brasil (Billboard Hot Popular Songs) | 17             |